# Österreicher Kreuz

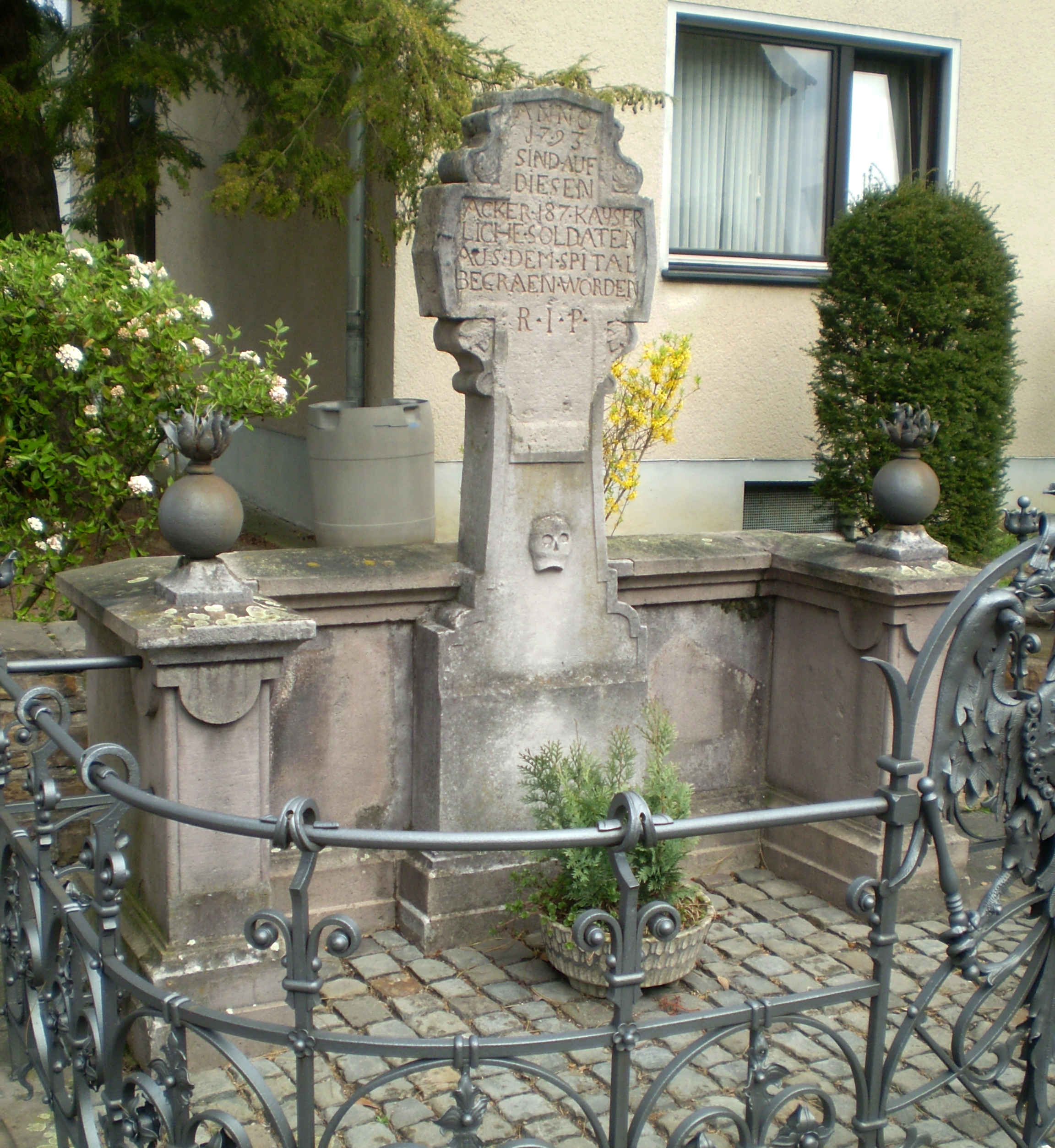
Österreicher Kreuz (2012)

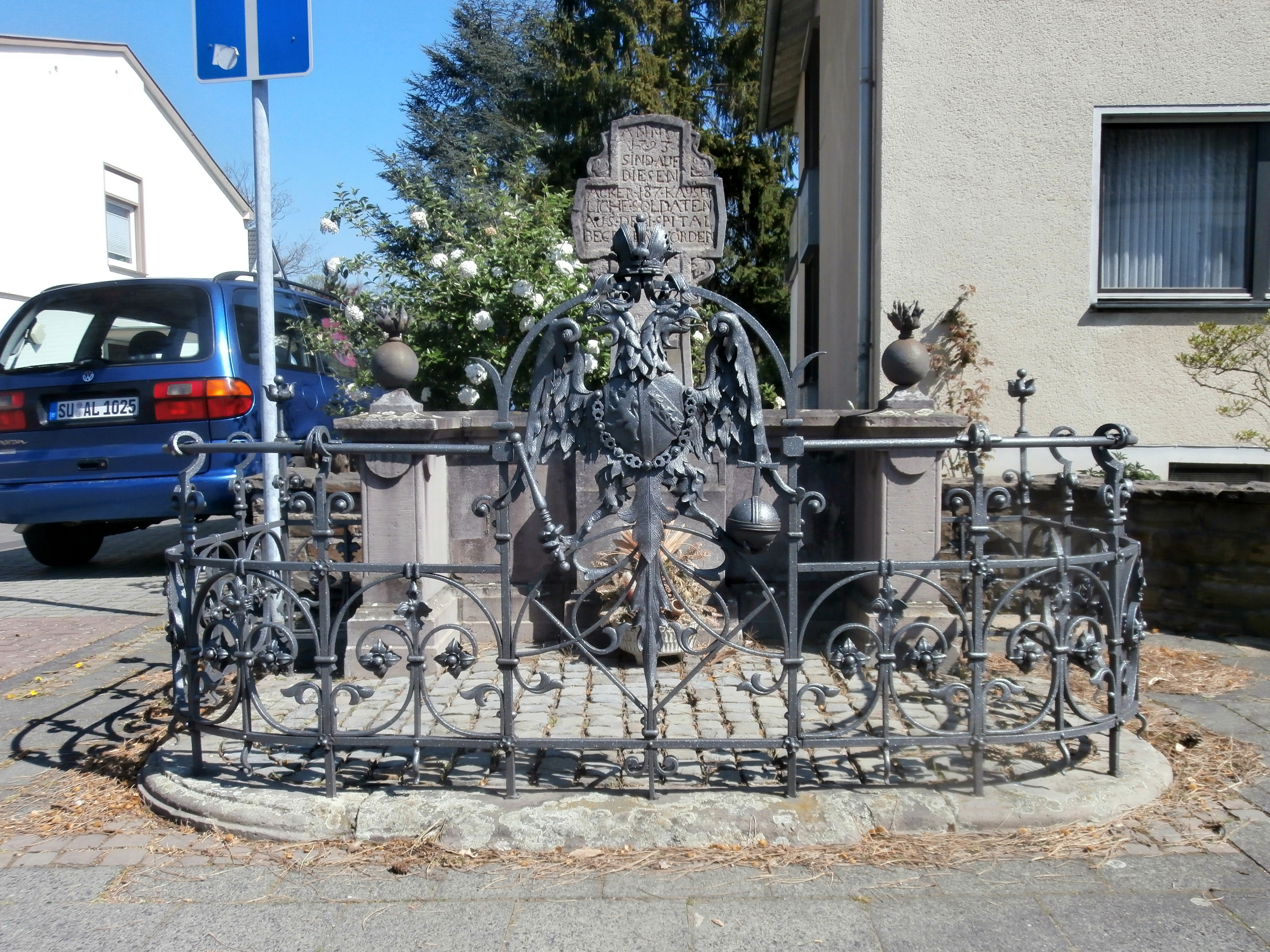
Österreicher Kreuz mit Eisengitter (2015)

Das Österreicher Kreuz in Bad Honnef, einer Stadt im nordrhein-westfälischen Rhein-Sieg-Kreis, ist die älteste erhaltene Grabstätte der Stadt. Es liegt an der Straße Am Wolfshof Ecke Am Schönblick. Das Denkmal steht als Baudenkmal unter Denkmalschutz.
Nach ihrer Niederlage im Ersten Koalitionskrieg gegen das revolutionäre Frankreich (1792) waren in Folge ihres Rückzugs 187 österreichische Soldaten im Jahre 1793 in Honnef an Lazarettfieber gestorben. Sie wurden auf einem Acker an der späteren Selhoferstraße (heute Am Wolfshof) in der Nähe des späteren Gemeindefriedhofs (heute Alter Friedhof) beigesetzt und zur Bezeichnung des Gräberfelds im selben Jahr ein einfaches Steinkreuz in barocken Formen mit Inschrift errichtet, das zuletzt unmittelbar am Weg in der Hecke eines Gartens stand. Aufgrund seiner Lage war es der Beschädigung durch Fuhrwerke ausgesetzt. Daher wurde das Kreuz zwischen 1892 und 1895 nach Bemühungen eines Dürener Fabrikanten  neu aufgestellt: nach Abtretung weniger Quadratmeter seines Grundstücks durch den Eigentümer des Gartens an die Gemeinde ließ diese das Kreuz auf einen Unterbau aus Haustein setzen und es mit einem schmiedeeisernen Gitter umschließen. Kaiser Franz Joseph I. übernahm zum größten Teil die Kosten der Neuaufstellung und veranlasste die Aufnahme des Habsburger Doppeladlers in das Gitter. Am 21. April 1895 fand zur Einweihung des Denkmals ein Festakt im Beisein eines Vertreters der österreichischen Regierung statt.
Eine Renovierung des Denkmals erfolgte zwischen 1983 und 1985. Die Eintragung in die Denkmalliste der Stadt Bad Honnef erfolgte am 13. Oktober 1993.